# Obroatis negata
Obroatis negata är en fjärilsart som beskrevs av Walker 1858. Obroatis negata ingår i släktet Obroatis och familjen nattflyn. Inga underarter finns listade i Catalogue of Life.